# Jannik Bandowski
Jannik Badowski (30 de marzo de 1994) es un futbolista alemán que juega como defensa en el Greifswalder FC de la Regionalliga Nordost.

## Carrera

### Borussia Dortmund II
El 3 de octubre de 2013, anotó un tanto en un partido de la 3. Liga frente al SV Darmstadt 98 en el minuto 11. En noviembre de 2013 extendió su contrato con el Borussia Dortmund hasta 2017.

### TSV 1860 Múnich
A principios de verano de 2015, siendo ya internacional Sub-20 de la selección alemana, el equipo muniqués consigue su cesión por dos años. Sin embargo una grave lesión le obligó a perderse el principio de una de las dos temporadas que jugó en el club que además alterno con el equipo sub-21.

### VfL Bochum
Después de estar 17 meses, pues se le fichó estando de baja, sin jugar marcaba a los 89 segundos de salir al campo el empate a uno contra el Duisburg..Sin embargo volvió a tener una grave lesión.

### SpVgg Unterhaching
En el verano de 2019 firmó un contrato por tres años con el Unterhaching.

## Polémica
El por entonces jugador del Dortmund colgó en Instagram en el verano de 2015 una foto de su novia a la que decía haber vendido a unos lugareños para que le ayudasen a salir del desierto.